# Movistar Team
Movistar Team is een Spaanse wielerploeg, ze wordt vanaf 2011 gesponsord door telecomgigant Telefónica.
De ploeg bestaat sinds 2004 en is de opvolger van iBanesto.com, al heette de ploeg in 2004 formeel Illes Balears - Banesto. In 2005 en 2006 heette de ploeg Illes Balears en werd gesponsord door de eilandengroep de Balearen, tussen 2007 en 2010 heette de ploeg Caisse d'Epargne en werd gesponsord door de gelijknamige Franse bank. Sinds 2018 heeft het team ook een vrouwenploeg.
Manager van de ploeg is Eusebio Unzue, en ploegleiders zijn José Luis Jaimerena, Neil Stephens en Alfonso Galilea. Het team neemt deel aan de UCI World Tour en moet daarom in alle World Tour-wedstrijden aan de start komen. De focus van het vrijwel volledig Spaanse team ligt echter op de rittenkoersen.

## Grote ronden
| Jaar | Ronde van Italië                        | Ronde van Italië                                                 | Ronde van Frankrijk                         | Ronde van Frankrijk                        | Ronde van Spanje                           | Ronde van Spanje                                            |
| Jaar | hoogste klassering                      | etappewinst                                                      | hoogste klassering                          | etappewinst                                | hoogste klassering                         | etappewinst                                                 |
| ---- | --------------------------------------- | ---------------------------------------------------------------- | ------------------------------------------- | ------------------------------------------ | ------------------------------------------ | ----------------------------------------------------------- |
| 2004 | geen deelname                           | geen deelname                                                    | 6e Francisco Mancebo 13e Vladimir Karpets   |                                            | ↑ Francisco Mancebo                        | 5e Denis Mensjov                                            |
| 2005 | 7e Vladimir Karpets                     |                                                                  | ↑ Francisco Mancebo                         | 10e Alejandro Valverde                     | ↑ Francisco Mancebo                        | 10e Francisco Mancebo                                       |
| 2006 | 24e José Iván Gutiérrez                 | 12e Joan Horrach                                                 | ↑ Óscar Pereiro Sio                         |                                            | ↑ Alejandro Valverde · 8e Vladimir Karpets | 7e Alejandro Valverde                                       |
| 2007 | 10e David Arroyo                        |                                                                  | 6e Alejandro Valverde 10e Óscar Pereiro Sio |                                            | 6e Vladimir Jefimkin 7e Vladimir Karpets   | 4e Vladimir Jefimkin                                        |
| 2008 | 17e Joaquim Rodríguez                   |                                                                  | 9e Alejandro Valverde                       | 1e Alejandro Valverde 7e Luis León Sánchez | 5e Alejandro Valverde 6e Joaquim Rodríguez | 2e Alejandro Valverde 18e Imanol Erviti 19e David Arroyo    |
| 2009 | 11e David Arroyo                        |                                                                  | 26e Luis León Sánchez                       | 8e Luis León Sánchez                       | ↑ Alejandro Valverde 7e Joaquim Rodríguez  |                                                             |
| 2010 | ↑ David Arroyo                          |                                                                  | 9e Luis León Sánchez 10e Rubén Plaza        |                                            | 10e Luis León Sánchez                      | 9e David López García 10e Imanol Erviti                     |
| 2011 | 13e David Arroyo                        | 5e Francisco Ventoso 20e Vasil Kiryjenka                         | 36e David Arroyo                            | 8e Rui Costa                               | 14e Marzio Bruseghin                       | 3e Pablo Lastras                                            |
| 2012 | 17e Marzio Bruseghin                    | 9e Francisco Ventoso 14e Andrey Amador                           | 18e Rui Costa                               | 17e Alejandro Valverde                     | ↑ Alejandro Valverde · 10e Beñat Intxausti | 1e ploegentijdrit 3e en 8e Alejandro Valverde               |
| 2013 | 8e Beñat Intxausti                      | 8e Alex Dowsett 15e en 17e Giovanni Visconti 16e Beñat Intxausti | ↑ Nairo Quintana · 8e Alejandro Valverde    | 16e en 19e Rui Costa 20e Nairo Quintana    | ↑ Alejandro Valverde                       |                                                             |
| 2014 | ↑ Nairo Quintana                        | 16e en 19e Nairo Quintana                                        | 4e Alejandro Valverde                       |                                            | ↑ Alejandro Valverde                       | 1e Ploegentrijdrit 6e Alejandro Valverde 21e Adriano Malori |
| 2015 | 4e Andrey Amador 18e Giovanni Visconti  | 8e Beñat Intxausti                                               | ↑ Nairo Quintana · ↑ Alejandro Valverde ·   |                                            | 4e Nairo Quintana 7e Alejandro Valverde    | 4e Alejandro Valverde                                       |
| 2016 | ↑ Alejandro Valverde · 8e Andrey Amador | 16e Alejandro Valverde                                           | ↑ Nairo Quintana · 6e Alejandro Valverde ·  | 20e Jon Izagirre                           | ↑ Nairo Quintana 8e Daniel Moreno          | 10e Nairo Quintana                                          |
| 2017 | ↑ Nairo Quintana ·                      | 8e Gorka Izagirre 9e Nairo Quintana                              | 12e Nairo Quintana                          |                                            | 18e Daniel Moreno                          |                                                             |
| 2018 | 4e Richard Carapaz                      | 8e Richard Carapaz                                               | 7e Mikel Landa 10e Nairo Quintana           | 17e Nairo Quintana                         | 5e Alejandro Valverde 8e Nairo Quintana    | 2e en 8e Alejandro Valverde                                 |
| 2019 | ↑ Richard Carapaz 4e Mikel Landa,       | 4e en 14e Richard Carapaz                                        | 6e Mikel Landa                              | 18e Nairo Quintana                         | ↑ Alejandro Valverde · 4e Nairo Quintana,  | 2e Nairo Quintana en 7e Alejandro Valverde                  |
| 2020 | 13e Sergio Samitier                     |                                                                  | 5e Enric Mas                                |                                            | 5e Enric Mas 10e Alejandro Valverde        | 2e etappe Marc Soler                                        |
| 2021 | 22e Antonio Pedrero                     |                                                                  | 6e Enric Mas                                |                                            | ↑ Enric Mas                                | 18e Miguel Ángel López                                      |
| 2022 | 11e Alejandro Valverde                  |                                                                  | 21e Matteo Jorgenson                        |                                            | ↑ Enric Mas                                |                                                             |
| 2023 | 11e Einer Rubio                         | 13e Einer Rubio                                                  | 37e Gorka Izagirre                          |                                            | 6e Enric Mas                               |                                                             |
| 2024 | 7e Einer Rubio                          | 6e Pelayo Sánchez                                                | 19e Enric Mas                               |                                            | ↑ Enric Mas                                |                                                             |
| 2025 | 8e Einer Rubio                          |                                                                  | 18e Gregor Mühlberger                       |                                            |                                            |                                                             |